# Mammillaria magallanii

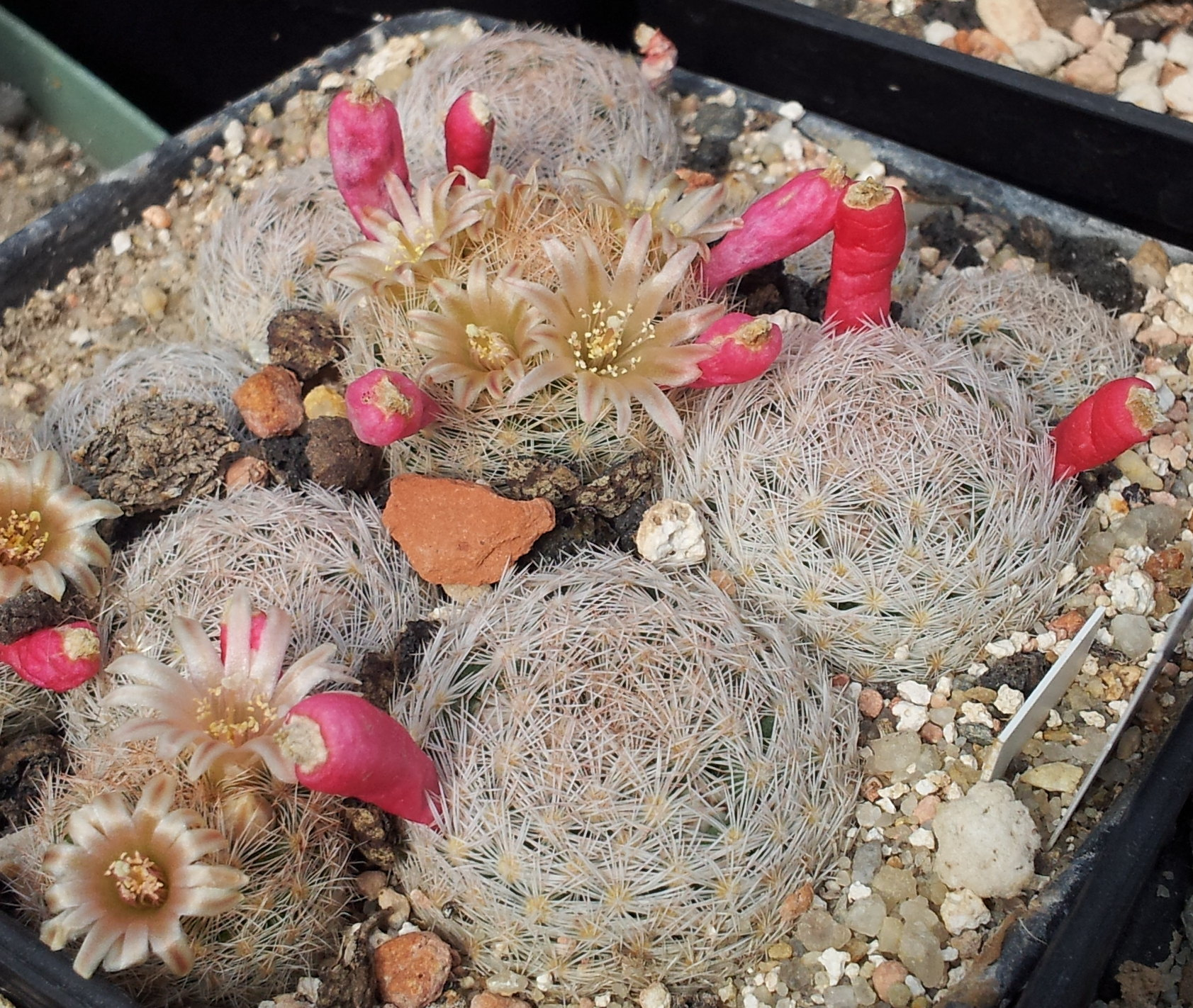
Mehrere Sämlingspflanzen mit Früchten

Mammillaria magallanii ist eine Pflanzenart aus der Gattung Mammillaria in der Familie der Kakteengewächse (Cactaceae). Das Artepitheton ehrt Pedro Magallan, wahrscheinlich ein Sammler für den mexikanischen Pflanzenhändler Ferdinand Schmoll.

## Beschreibung
Mammillaria magallanii wächst meist einzeln. Die kugeligen bis keuligen, grünen Triebe werden bis zu 6 Zentimeter hoch und bis zu 4,5 Zentimeter im Durchmesser groß. Die Warzen sind zylindrisch geformt und haben keinen Milchsaft. Die Axillen sind mit spärlicher Wolle besetzt. Mitteldornen sind meist fehlend. Manchmal kommt ein Mitteldorn, mit einer Länge von 3 Millimeter vor, der gerade, gebogen oder gehakt ist mit einer orangeockeren Färbung und einer braunen Spitze. Die 70 bis 75 ineinandergreifenden Randdornen sind kalkig weiß mit orangeockerer Basis und weisen eine Länge von 2 bis 5 Millimeter auf.
Die cremefarbenen Blüten haben einen rosa bis bräunlichen Mittelstreifen. Sie werden 1 Zentimeter lang und weisen einen ebensolchen Durchmesser auf. Die roten Früchte enthalten schwarze Samen.

## Verbreitung  und Systematik
Mammillaria magallanii ist in den mexikanischen Bundesstaaten Coahuila, Durango und Zacatecas verbreitet.
Die Erstbeschreibung erfolgte 1945 durch Robert T. Craig. Nomenklatorische Synonyme sind Ebnerella magallanii (Schmoll ex R.T.Craig) Buxb. (1951), Chilita magallanii (Schmoll ex R.T.Craig) Buxb. (1954), Neomammillaria magallanii (Schmoll ex R.T.Craig) Y.Itô (1981), Mammillaria lasiacantha subsp. magallanii (Schmoll ex R.T.Craig) D.R.Hunt (1997), Escobariopsis lasiacantha subsp. magallanii (Schmoll ex R.T.Craig) Doweld (2000) und Mammillaria lasiacantha f. magallanii (Schmoll ex R.T.Craig) W.A.Fitz Maur. & B.Fitz Maur. (2005).

## Nachweise